# ヨハン・スヴァンベリ
ヨハン・スヴァンベリ（Johan Frithiof Isidor "John" Svanberg、1881年5月1日 - 1957年9月11日）は、スウェーデンの陸上競技選手である。彼は、1908年ロンドンオリンピックでの5マイル競走 の銅メダリストである。

## 経歴
スヴァンベリは、1906年のアテネオリンピックと1908年ロンドンオリンピックに出場した。
アテネオリンピックでは、5マイル競走及びマラソンで銀メダルを獲得した。2年後のロンドンオリンピックでは、5マイル競走で銅メダルを獲得したが、マラソンでは8位に終わった。
その後スヴァンベリは、アメリカ合衆国に移ってプロのランナーとして成功し、1957年に没した。
なお、彼は1908年8月21日から1911年6月11日の間、陸上男子3000メートル競走の世界記録保持者であった。